# Florian (film)
Florian – polski film fabularny, melodramat z 1938 w reż. Leonarda Buczkowskiego. Pierwowzorem filmu była powieść Marii Rodziewiczówny pt. Florian z Wielkiej Hłuszy.

## Fabuła
Akcja toczy się w małym miasteczku na Kresach w czasie I wojny światowej. Kiedy do miasta wkraczają Niemcy, mieszkańcy ukrywają przed rekwizycją dzwon, zwany „Florianem”. Na tle akcji z dzwonem toczą się wątki obyczajowe. Dziedzic Alfred Rupejko kocha się z wzajemnością w Bronce, wnuczce dziadka Wereszczyńskiego. Wkrótce idzie do legionów. Po pewnym czasie Niemcy opuszczają miasto, które zostaje z kolei zaatakowane przez Armię Czerwoną. Jednak na odsiecz przybywają legioniści.

## Ekipa
- Reżyseria – Leonard Buczkowski
- Scenariusz – Jan Fethke, Alfred Niemirski
- Zdjęcia – Stanisław Lipiński
- Scenografia – Jacek Rotmil, Stefan Norris
- Kierownictwo artystyczne – Jerzy Gabryelski
- Muzyka – Jan Maklakiewicz
- Konsultacja wojskowa – Władysław Olszewski
- Kierownictwo produkcji – Alfred Niemirski
- Produkcja – Elektra-Film

## Obsada
| - Kazimierz Junosza-Stępowski – dziadek Melchior Wereszczyński - Stanisława Angel-Engelówna – wnuczka Bronka Wereszczyńska - Tadeusz Fijewski – wnuk Gaweł - Klemens Mielczarek – wnuk Paweł - Józef Kudła – wnuk Florek - Wiesław Meus – wnuk Szymon - Wanda Jarszewska – pani Rupejko - Jerzy Pichelski – Alfred, syn pani Rupejko - Stefan Hnydziński – Michał Horehlad - Tadeusz Białoszczyński – graf von Freden - Józef Węgrzyn – generał niemiecki Von Schultz | - Helena Grossówna – Łusia, córka organisty - Edmund Biernacki – organista - Jagna Janecka – Ewa - Józef Orwid – proboszcz - Franciszek Dominiak – Skalec, ordynans von Fredena - Czesław Skonieczny – pristaw rosyjski - Stanisław Grolicki – komendant Fischer - Bronisław Dardziński – działacz - Feliks Żukowski – sierżant Kurt Braun - Stefania Betcherowa – gospodyni |